# Георги Тодоров (подполковник)
Вижте пояснителната страница за други личности с името Георги Тодоров.
Георги Тодоров Тодоров е български офицер и революционер, деец на Вътрешната македоно-одринска революционна организация.

## Биография
Георги Тодоров е роден на 12 октомври 1875 година в Сливен, тогава в Османската империя. Завършва Военното на Негово Княжеско Височество училище в София в 1899 година и постъпва на военна служба. Включва се във ВМОРО след възстановяването на организацията в 1910 година. През май на 1912 година капитан Тодоров напуска армията и става военен инструктор за Солунски революционен окръг при солунския окръжен войвода Ичко Димитров, който е въоръжен от Константин Дзеков. Георги Тодоров е на страната на върховистката групировка на Константин Дзеков. През лятото Тодоров става войвода на чета в Гевгелийско.
След избухването на Балканската война четата става ядро на Първа отделна партизанска рота на Македоно-одринското опълчение, начело с Тодоров и Ичко Димитров и обща численост 57 души, като действа в тила на османските войски в Гевгелийско. С останалите подчети, които се ръководят от Михаил Радев, Въндо Гьошев, Константин Дзеков, Христо Аргиров и Иван Пальошев, общата численост на четата достига 128 души. Подчетите на Ичко Димитров, Михаил Радев и Георги Тодоров освобождават Гевгели на 19 или 23 октомври 1912 година. Четите на Георги Тодоров и Ичко Димитров влизат в град Солун. Георги Тодоров участва и в Междусъюзническата война.
През Първата световна война Георги Тодоров е командир на дружина в 61-ви пехотен полк на Единадесета пехотна македонска дивизия. Стига до чин подполковник от Българската армия и с Царска Заповед №23 от 1918 г. е уволнен от служба.

## Военни звания
- Подпоручик (1899)
- Поручик (1903)
- Капитан (31 декември 1906)
- Майор (3 юли 1907)
- Подполковник (1916)